# Matthew Dunn (nadador)
Matthew Stephen Dunn (Leeton, 2 de septiembre de 1973) es un deportista australiano que compitió en natación.
Ganó diez medallas en el Campeonato Mundial de Natación en Piscina Corta entre los años 1995 y 1999.
Participó en tres Juegos Olímpicos de Verano, entre los años 1992 y 2000, ocupando el séptimo lugar en Barcelona 1992, en la prueba de 200 m estilos, y el cuarto en Atlanta 1996, en 400 m estilos.

## Palmarés internacional
| Campeonato Mundial en Piscina Corta | Campeonato Mundial en Piscina Corta | Campeonato Mundial en Piscina Corta | Campeonato Mundial en Piscina Corta |
| Año                                 | Lugar                               | Medalla                             | Prueba                              |
| ----------------------------------- | ----------------------------------- | ----------------------------------- | ----------------------------------- |
| 1995                                | Río de Janeiro (Brasil)             | Medalla de oro                      | 200 m estilos                       |
| 1995                                | Río de Janeiro (Brasil)             | Medalla de oro                      | 400 m estilos                       |
| 1995                                | Río de Janeiro (Brasil)             | Medalla de oro                      | 4 × 200 m libre                     |
| 1995                                | Río de Janeiro (Brasil)             | Medalla de plata                    | 4 × 100 m libre                     |
| 1997                                | Gotemburgo (Suecia)                 | Medalla de oro                      | 200 m estilos                       |
| 1997                                | Gotemburgo (Suecia)                 | Medalla de oro                      | 400 m estilos                       |
| 1997                                | Gotemburgo (Suecia)                 | Medalla de oro                      | 4 × 200 m libre                     |
| 1999                                | Hong Kong (China)                   | Medalla de oro                      | 200 m estilos                       |
| 1999                                | Hong Kong (China)                   | Medalla de oro                      | 400 m estilos                       |
| 1999                                | Hong Kong (China)                   | Medalla de plata                    | 200 m estilos                       |